# Römerbrücke (Vaison-la-Romaine)
Die Römerbrücke von Vaison-la-Romaine (Frz.: Pont romain de Vaison-la-Romaine) ist eine römische Stadtbrücke in Vaison-la-Romaine, dem antiken Vasio, in Südfrankreich.

## Beschreibung
Die 9 m breite Brücke überspannt den Fluss Ouvèze mit einer lichten Weite von 17,20 m. Sie wurde im 1. Jahrhundert n. Chr. errichtet und wird noch heute benutzt. Im Laufe seiner Existenz hat das Bauwerk mehrere Hochwasser überstanden, zuletzt das große Hochwasser von 1992. Auch einer versuchten Sprengung durch deutsche Truppen während des Zweiten Weltkriegs hielt die Brücke erfolgreich stand.